# Корат
Корат је веома стара краткодлака раса домаће мачке, која потиче са Тајланда, где је познат као си-сават (си - боја и сават - срећа, просперитет, али такође може значити и мешавину плавосиве и зелене боје). Изван своје постојбине је први пут виђен на изложби у Енглеској, 1896. године.

## Изглед
Тело Корат мачке је средње величине, длака је кратка, очи велике и широко смештене. Глава је срцолика, чело велико и равно, а уши су такође велике и смештене високо на глави. Длака је блистава и фине текстуре. Сребрно плаво крзно које упија сунчеву светлост и производи тзв. хало ефекат, као и изражајне зелене очи корат мачку чине једном од најлепших врста. Корен длаке корат мачке је светлији, средина  тамније плава, док је врх длаке сребрнкаст. По стандарду, нису дозвољене никакве мрље и шаре. По рођењу мачићи имају плаве очи, које обавезно морају током сазревања прећи у зелену боју.

## Нарав
Корат су интелигентне мачке, тихе и опрезне, које не воле јаке и оштре звуке.
Паметна мачка са израженом индивидуалном вољом, корат може бити веома посесивна према свом власнику од кога се неће одвајати и кога ће у стопу пратити  чак и у случају доласка непознатих људи и гостију у кућу. Енергична је, воли да се игра и врло лако се може научити различитим триковима, као и правилима у кући. У односу а другим мачкама зна бити тврдоглава и љубоморно чувати играчке за које је везана.

## Нега и здравље
Корат мачка не поседује подлаку, већ само кратку длаку која не захтева више од недељног четкања. За ову расу веома је важна правилна иcxpана, будући да је склона губљењу тежине. Убраја се у здраве и отпорне врсте мачака. За ову расу карактеристична је мала количина масног ткива, што је чини осетљивом на анестезију. Просечан животни век корат мачке је 10 до 15 година.